# Bacteroïdets
|  | Aquest article tracta sobre el fílum. Vegeu-ne altres significats a «Bacteroidet (classe)». |

Els bacteroidets (Bacteroidetes) són un filum de bacteris. Comprèn tres classes que estan molt esteses al medi ambient, incloent-hi el sòl, l'aigua marina i el tracte digestiu dels animals.
De llarg, l'ordre Bacteroidales són els més ben estudiats, incloent-hi el gènere Bacteroides (un organisme abundant als fems d'animals de sang calenta, incloent-hi els humans) i Porphyromonas, un grup d'organismes que viuen a la cavitat oral humana.
Els membres del gènere Bacteroides són patògens oportunistes. Els membres de les dues altres classes rarament són patògens pels humans.